# Ojtlamekayo
Ojtlamekayo är en ort i Mexiko.   Den ligger i kommunen Huejutla de Reyes och delstaten Hidalgo, i den sydöstra delen av landet, 200 km norr om huvudstaden Mexico City. Ojtlamekayo ligger 380 meter över havet och antalet invånare är 172.
Terrängen runt Ojtlamekayo är kuperad. Runt Ojtlamekayo är det ganska tätbefolkat, med 248 invånare per kvadratkilometer. Närmaste större samhälle är Huejutla de Reyes, 8,7 km öster om Ojtlamekayo. I omgivningarna runt Ojtlamekayo växer i huvudsak städsegrön lövskog.